# 1953–1954-es magyar jégkorongbajnokság
A 17. első osztályú jégkorongbajnokságban hét csapat szerepelt. Vidékről ezúttal a Győri Vasas Wilhelm Pieck indult, mely a Sopron csapatából is erősített.
A mérkőzéseket 1954. január 2. és február 24. között rendezték meg, két győri összecsapás kivételével a Városligeti Műjégpályán. A bajnokságot ismét a Budapesti Postás nyerte meg, amely összesen csak egy pontot veszített el. A legeredményesebb játékos a Bp. Postás csatára, Szamosi Ferenc lett.

## OB I. 1953–1954
|    | Csapat           | M  | GY | D | V  | GK     | Pont |
| -- | ---------------- | -- | -- | - | -- | ------ | ---- |
| 1. | Bp. Postás       | 12 | 11 | 1 | 0  | 115–24 | 23   |
| 2. | Bp. Vörös Meteor | 12 | 10 | 1 | 1  | 96–14  | 21   |
| 3. | Bp. Kinizsi      | 12 | 8  | 0 | 4  | 90–36  | 16   |
| 4. | Bp. Építők       | 12 | 6  | 0 | 6  | 68–53  | 12   |
| 5. | Bp. Szikra       | 12 | 4  | 0 | 8  | 48–86  | 8    |
| 6. | Postás Keleti    | 12 | 1  | 1 | 10 | 23–85  | 3    |
| 7. | Győri Vasas WP   | 12 | 0  | 1 | 11 | 15–157 | 1    |

## A Postás bajnokcsapata
Bárány István, Begala Béla, Búza, Gubó Gábor, Hága István, Háray Béla, Hircsák István, Kneusel Emil, Miks Károly, Molnár Tibor, Nagy Károly, Patócs György, Rendi János, Siraki Lóránt, Szamosi Ferenc, Szőgyén István

## OB II. 1953–1954
|    | Csapat           | M | GY | D | V | GK    | Pont |
| -- | ---------------- | - | -- | - | - | ----- | ---- |
| 1. | Bp. Építők       | 8 | 6  | 1 | 1 | 49–15 | 13   |
| 2. | Bp. Kinizsi      | 8 | 6  | 0 | 2 | 37–18 | 12   |
| 3. | Bp. Szikra       | 8 | 4  | 1 | 3 | 41–24 | 9    |
| 4. | Bp. Vörös Meteor | 8 | 2  | 0 | 6 | 18–18 | 4    |
| 5. | Postás Keleti    | 8 | 1  | 0 | 7 | 2–72  | 2    |